# Jacobsdorf
Jacobsdorf är en kommun och ort i östra Tyskland, belägen i Landkreis Oder-Spree i förbundslandet Brandenburg, 15 km väster om Frankfurt (Oder) och 73 km öster om centrala Berlin. Kommunen ingår sedan 1992 administrativt som kommun inom kommunalförbundet Amt Odervorland, vars säte finns i Briesen (Mark). Den tidigare kommunen Sieversdorf uppgick i Jacobsdorf den 26 oktober 2003.

## Geografi
Orten ligger strax väster om Frankfurt an der Oder vid motorvägen mot Berlin. Landskapet domineras av jordbruksmark.